# Salah Bey (distrito)
Salah Bey é um distrito localizado na província de Sétif, Argélia.[carece de fontes?] Sua capital é a cidade de mesmo nome.

## Comunas
O distrito está dividido em cinco comunas:
- Boutaleb
- Hamma
- Ouled Tebben
- Rasfa
- Salah Bey